# Decadimento beta
In fisica nucleare, il decadimento β è un tipo di decadimento radioattivo, ovvero una trasformazione spontanea attraverso la quale un elemento chimico (radioattivo) si trasforma in un altro elemento più stabile, con l'emissione di particelle elettricamente cariche (elettroni o positroni) e particelle neutre (neutrini o antineutrini), ma conservando il numero di massa. Queste caratteristiche differenziano il decadimento beta da altri tipi di decadimento. Il processo coinvolge le interazioni nucleari deboli alle quali si applicano le leggi di conservazione della massa/energia, della quantità di moto e del momento angolare, ma sono implicate anche in altri tipi di decadimento.
L'energia di decadimento, che normalmente è molto più grande rispetto a quella delle reazioni chimiche, viene spartita principalmente tra le particelle subatomiche emesse, che pertanto risultano ionizzanti nei confronti della materia da esse impattata.

## Storia
Negli anni successivi alla scoperta della radioattività, fu osservato un diverso comportamento delle particelle emesse dalle sostanze radioattive durante il decadimento. In molti casi, gli strumenti di rilevazione mostravano la presenza di tracce simili a scie: quando era applicato un campo magnetico, le tracce provenienti da alcune sostanze radioattive avevano la curvatura rivolta verso lati opposti. Ai raggi associati alle tracce deviate in modo opposto fu convenzionalmente dato il nome di raggi alfa (oggi si utilizza più comunemente il termine radiazione alfa parlando delle particelle emesse in questo caso e dei loro effetti) e di raggi beta (oggi radiazione beta); i rimanenti presero il nome di raggi gamma (oggi radiazione gamma).
La natura delle particelle emesse e dei decadimenti è radicalmente diversa nei tre casi. La scoperta dei processi che avvengono all'interno del nucleo e danno luogo a questi decadimenti ha richiesto notevoli ricerche agli inizi del XX secolo. Queste ricerche hanno portato al rilievo che la scia emessa nel caso dei raggi beta è dovuta all'emissione di un elettrone. Il motivo per cui i tre tipi di raggi sono deviati in modo diverso dipende dalla diversa carica elettrica che hanno le particelle emesse: positive nel caso decadimento alfa (particelle alfa) e {\displaystyle \beta ^{+}} (positroni), negative nel caso del decadimento {\displaystyle \beta ^{-}} (elettroni), e neutre nel caso del decadimento gamma (se si tratta di fotoni).
Il primo inquadramento teorico del decadimento {\displaystyle \beta } fu realizzato da Enrico Fermi che nel 1933 pubblicò la sua teoria del decadimento beta.
Oggi il decadimento e la radiazione vengono classificati come beta ({\displaystyle \beta }) non più in base alla carica della particella emessa, bensì in base al particolare tipo di processo nucleare che avviene tramite interazione debole. Normalmente, il neutrone coinvolto si trova in un nucleo di un atomo e quello che si verifica, oltre all'emissione delle due particelle, è che l'atomo si trasforma in quello di un altro elemento, ovvero in quello con numero atomico (Z) successivo. La somma dei protoni e dei neutroni (chiamata numero di massa A) all'interno del nucleo rimane invariata. A questo decadimento ci si riferisce con il nome di decadimento {\displaystyle \beta ^{-}} (si parla di meno perché l'elettrone emesso ha carica negativa).
Viene osservato anche il decadimento:
{\displaystyle p\rightarrow n+e^{+}+{\nu }_{e}}
in cui un protone legato si trasforma in un neutrone legato, un positrone e un neutrino. Il positrone, che è l'antiparticella dell'elettrone, ha carica positiva; pertanto, questo decadimento viene indicato con il termine {\displaystyle \beta ^{+}}.
È importante sottolineare che il decadimento {\displaystyle \beta ^{+}} può avvenire, per motivi cinematici di conservazione dell'energia, solo per protoni legati;  mai, quindi, per protoni liberi.

## Descrizione
Secondo le attuali teorie accettate, il decadimento {\displaystyle \beta } può avvenire in due modi:

### Decadimento β negativo
È un decadimento tipico dei nuclei aventi un eccesso di neutroni rispetto ai loro isobari stabili; il nucleo si trasforma in un suo isobaro con contestuale emissione di un elettrone e di un antineutrino elettronico secondo il processo così schematizzabile:
{\displaystyle A(Z,N)\;\to \;A(Z+1,N-1)+e^{-}+{\bar {\nu }}_{e}.}

#### Condizioni energetiche
Per il principio di conservazione dell'energia applicato a questo tipo di decadimento, è possibile scrivere la seguente relazione
{\displaystyle M(A,Z)=M(A,Z+1)+T_{A}+m_{e}+T_{e}+E_{{\bar {\nu }}_{e}},}
dove:
- {\displaystyle M(A,Z)} e {\displaystyle M(A,Z+1)} sono le masse rispettivamente del nucleo padre e del nucleo figlio
- {\displaystyle T_{A}} e {\displaystyle T_{e}} sono le energie cinetiche del nucleo e dell'elettrone
- {\displaystyle E_{{\bar {\nu }}_{e}}} è l'energia dell'antineutrino emesso.

Spostando a sinistra dell'equazione le masse e tenendo a destra le energie, è possibile ricavare la condizione energetica a cui avviene il decadimento {\displaystyle \beta ^{-}}:
{\displaystyle Q_{\beta ^{-}}=M(A,Z)-M(A,Z+1)-m_{e}=T_{A}+T_{e}+E_{{\bar {\nu }}_{e}}>0}
in cui {\displaystyle Q_{\beta ^{-}}} è l'energia liberata.
Pertanto, affinché avvenga il decadimento, l'energia liberata deve essere positiva. Ciò per esempio accade nel decadimento del neutrone: un neutrone, libero o meno, decade in una coppia protone-elettrone più un antineutrino elettronico secondo la relazione:
{\displaystyle n\;\to \;p^{+}+e^{-}+{\bar {\nu }}_{e}}
che è possibile da un punto di vista energetico poiché {\displaystyle Q_{\beta ^{-}}=m_{n}-m_{p}-m_{e}=782keV>0.}
Il protone resta nel nucleo atomico, mentre le altre due particelle vengono emesse. Un esempio di decadimento {\displaystyle \beta ^{-}} è il decadimento del radionuclide cobalto-60 nel nuclide nichel-60, che segue questo schema:
{\displaystyle {}_{27}^{60}{\hbox{Co}}\rightarrow {}_{28}^{60}{\hbox{Ni}}^{+}+e^{-}+{\bar {\nu }}_{e}.}

### Decadimento β positivo
È un decadimento tipico dei nuclei aventi un difetto di neutroni rispetto ai loro isobari stabili; il nucleo si trasforma in un suo isobaro con contestuale emissione di un positrone e di un neutrino elettronico secondo il processo così schematizzabile:
{\displaystyle A(Z,N)\;\to \;A(Z-1,N+1)+e^{+}+{\nu }_{e}.}

#### Condizioni energetiche
Sempre applicando il principio di conservazione dell'energia alle masse ed energie in gioco nel decadimento, è possibile scrivere che
{\displaystyle M(A,Z)=M(A,Z-1)+T_{A}+m_{e}+T_{e}+E_{{\nu }_{e}}}
dove:
- {\displaystyle M(A,Z)} e {\displaystyle M(A,Z-1)} sono le masse rispettivamente del nucleo padre e del nucleo figlio
- {\displaystyle T_{A}} e {\displaystyle T_{e}} sono le energie cinetiche del nucleo e dell'elettrone
- {\displaystyle E_{{\nu }_{e}}} è l'energia del neutrino emesso.

Analogamente al caso {\displaystyle \beta ^{-}}, spostando a sinistra le masse e tenendo a destra le energie è possibile scrivere la condizione energetica a cui avviene il decadimento {\displaystyle \beta ^{+}}:
{\displaystyle Q_{\beta ^{+}}=M(A,Z)-M(A,Z-1)-m_{e}=T_{A}+T_{e}+E_{{\nu }_{e}}>0,}
in cui {\displaystyle Q_{\beta ^{+}}} è l'energia liberata. Anche in questo caso il decadimento è possibile quando l'energia liberata ha un bilancio positivo.
Il protone libero è una particella stabile e non può decadere secondo:
{\displaystyle p^{+}\;\to \;n+e^{+}+{\nu }_{e}}
poiché : {\displaystyle Q_{\beta ^{+}}=m_{p}-m_{n}-m_{e}=-1,81MeV<0.}
Tuttavia secondo alcune teorie, in attesa di verifica sperimentale, il protone dovrebbe decadere, anche se in un arco di tempo pari a {\displaystyle 10^{33}} anni, ben più dell'età attuale dell'universo. Un esempio di decadimento {\displaystyle \beta ^{+}} è il decadimento del radionuclide fluoro-18 nel nuclide stabile ossigeno-18, che segue questo schema:
{\displaystyle {}_{9}^{18}{\hbox{F}}\rightarrow {}_{8}^{18}{\hbox{O}}^{-}+e^{+}+{\nu }_{e}.}

### Cattura elettronica
È una reazione nucleare, anch'essa governata dall'interazione debole, a seguito della quale un protone del nucleo di un atomo viene trasformato in neutrone, con emissione di un neutrino, come avviene nel decadimento beta positivo: per questo, il processo viene spesso trattato insieme ai decadimenti beta. La trasformazione del protone in neutrone viene resa possibile dalla cattura da parte del nucleo di un elettrone dell'atomo di cui fa parte e il neutrino è l'unica particella subatomica emessa e quindi è monoenergetica; la presenza nell'atomo di almeno un elettrone è condizione necessaria (ma non sufficiente): un atomo soggetto a cattura elettronica  non può decadere in questo modo se privato di tutti i suoi elettroni, cosa che invece non impedirebbe gli altri decadimenti beta. Il processo è così schematizzabile:
{\displaystyle A(Z,N)+e^{-}\;\to \;A(Z-1,N+1)+{\nu }_{e}.}
Nonostante non sia un processo di decadimento, esso è un processo di stabilizzazione degli atomi più favorito rispetto al decadimento {\displaystyle \beta ^{+}} e il nuclide che viene prodotto è lo stesso.

#### Condizioni energetiche
Applicando il principio di conservazione dell'energia alle masse ed energie in gioco nel decadimento, è possibile scrivere che
{\displaystyle M(A,Z)+m_{e}=M(A,Z-1)+T_{A}+E_{{\nu }_{e}}}
dove:
- {\displaystyle M(A,Z)} e {\displaystyle M(A,Z-1)} sono le masse rispettivamente del nucleo padre e del nucleo figlio
- {\displaystyle T_{A}} è l'energia cinetica del nucleo
- {\displaystyle E_{{\nu }_{e}}} è l'energia del neutrino emesso.

Spostando, come nei casi precedenti, le masse a sinistra e le energie a destra, si ottiene la relazione: {\displaystyle Q_{CE}=M(A,Z)-M(A,Z-1)+m_{e}=Q_{\beta ^{+}}+2m_{e}=T_{A}+E_{{\nu }_{e}}>0.}
Questo vuol dire che la cattura elettronica è favorita, rispetto al decadimento β+, dell'equivalente energetico di 2 masse elettroniche, cioè di 1022 keV.
Nel seguito, si parlerà solo del decadimento {\displaystyle \beta ^{-}}, il più frequente, al punto che spesso ci riferisce a esso con il solo nome di decadimento {\displaystyle \beta }. Tuttavia, gli stessi ragionamenti, con le dovute modifiche, valgono anche nel caso del decadimento {\displaystyle \beta ^{+}} e, in alcuni casi, anche per la cattura elettronica. Dato che i neutrini interagiscono debolmente con la materia, quando Marie Curie osservò per la prima volta questo tipo di decadimento, lo associò alla sola emissione di un elettrone; fu Enrico Fermi che, seguendo un'idea di Wolfgang Pauli, che tentava di risolvere un'apparente contraddizione fra i risultati sperimentali e il principio di conservazione dell'energia, inglobò nella teoria il neutrino.

## La legge di conservazione dell'energia
Il problema è abbastanza complesso e si cercherà di trattarlo in maniera qualitativa. 
Il decadimento che si osserva è quello del neutrone, che apparentemente dovrebbe decadere in un protone e in un elettrone:
{\displaystyle n\;\to \;p+e^{-}}
In questo caso, lo spettro dell'elettrone uscente dovrebbe essere una riga, poiché:
mec2 (0,5 MeV) « mpc2 (938,3 MeV) ≈ mnc2 (939,6 MeV)
Supponendo che il neutrone sia fermo, si può ragionevolmente ritenere che anche il protone creato sia immobile; perciò, l'unica particella a muoversi è l'elettrone. Quindi, per la conservazione dell'energia, si ha:
{\displaystyle m_{n}c^{2}=E_{p}+E_{e}}
con
{\displaystyle E_{p}={\sqrt {m_{p}^{2}c^{4}+p_{p}^{2}c^{2}}}}
{\displaystyle E_{e}={\sqrt {m_{e}^{2}c^{4}+p_{e}^{2}c^{2}}}}
Trascurando il rinculo del protone, si ha:
{\displaystyle m_{n}c^{2}\sim m_{p}c^{2}+{\sqrt {m_{e}^{2}c^{4}+p_{e}^{2}c^{2}}}}
dove l'unica incognita è l'impulso dell'elettrone e quindi lo spettro risulta una riga (in pratica si sarebbe dovuto osservare un picco).
Sperimentalmente, però, si osserva qualcosa di diverso: uno spettro completo che parte da 0 per salire fino a raggiungere un massimo che dipende dall'energia liberata dal decadimento (e che può andare dai {\displaystyle 2,6keV} del {\displaystyle {}_{75}^{187}{\hbox{Re}}} ai {\displaystyle 20MeV}) e quindi ritornare ad annullarsi in corrispondenza di un valore massimo che è circa 5 volte e mezza la massa dell'elettrone.

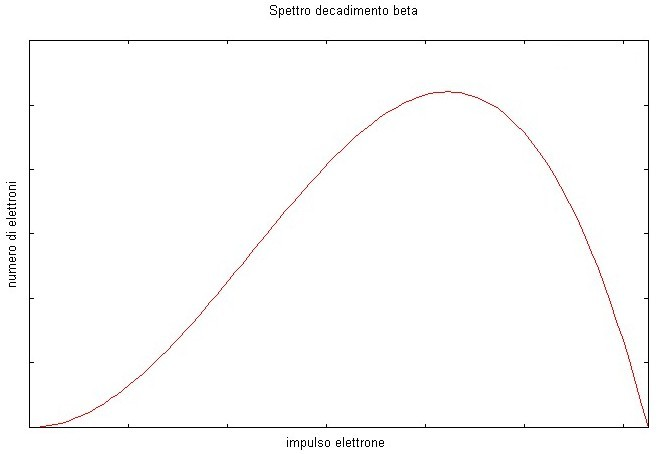
Spettro del decadimento beta

Questo risultato portò enorme scompiglio nella comunità scientifica. Il primo a dare una motivazione fu Bohr, che suggerì la presenza di una violazione nella conservazione dell'energia. In realtà sia Fermi sia Pauli ritenevano che il decadimento non fosse a due corpi, come osservato, ma a tre; supponevano infatti che tra i prodotti della reazione ci fosse una terza particella, piccolissima, di carica neutra e non rilevabile con le strumentazioni usuali: il neutrino.
La reazione, allora, deve essere corretta nel modo seguente:
{\displaystyle n\rightarrow p+e^{-}+{\bar {\nu }}}
mentre la conservazione dell'energia diventa:
{\displaystyle m_{n}c^{2}\sim m_{p}c^{2}+{\sqrt {m_{e}^{2}c^{4}+p_{e}^{2}c^{2}}}+p_{\nu }c}
dove si trascura la massa del neutrino.
Appare evidente come, in questo caso, le variabili siano due e viene pertanto spiegato lo spettro osservato come di un processo a tre e non a due corpi. Tra l'altro, ponendo nullo l'impulso del neutrino, si riesce a calcolare l'impulso massimo dell'elettrone, che risulta coerente con il valore sperimentalmente trovato.
Il decadimento {\displaystyle \beta } è esotermico: avviene, cioè, spontaneamente, senza necessità di energia esterna per attivarsi. La vita media del neutrone è {\displaystyle {\tau }_{n}=887s}, e questo dato si riferisce al neutrone libero: all'interno del nucleo atomico, il neutrone può essere del tutto stabile.

## Stima della rapidità di decadimento e della costante d'accoppiamento debole
Il numero di elettroni che si misurano nel decadimento {\displaystyle \beta } può essere teoricamente stimato calcolando la rapidità del decadimento stesso. Si parte dalla regola d'oro di Fermi:
{\displaystyle w_{i\rightarrow f}={\frac {2\pi }{\hbar }}\left|\langle i|V|f\rangle \right|^{2}\delta \left(E_{f}-E_{i}\right)}
dove {\displaystyle E_{f}} è l'energia finale ed {\displaystyle E_{i}} quella iniziale, mentre {\displaystyle \hbar } è la costante di Planck ridotta.
L'elemento di matrice per l'interazione debole, posto {\displaystyle g_{\beta }} il potenziale, è:
{\displaystyle {\begin{aligned}\langle i|V|f\rangle &\cong g_{\beta }\int _{V}\operatorname {d} ^{3}r{\bar {u}}_{n}(r)u_{p}(r){\frac {\operatorname {e} ^{i{\frac {p_{e}\cdot r}{\hbar }}}}{L^{\frac {3}{2}}}}{\frac {\operatorname {e} ^{i{\frac {p_{\nu }\cdot r}{\hbar }}}}{L^{\frac {3}{2}}}}\\&\cong {\frac {g_{\beta }}{L^{3}}}\int _{V}\operatorname {d} ^{3}r{\bar {u}}_{n}u_{p}\\&\cong {\frac {g_{\beta }}{L^{3}}}\end{aligned}}}
e questo perché, poiché protoni e neutroni sono praticamente immobili e lo spazio a loro disposizione è dell'ordine del fermi, è necessario che {\displaystyle r} sia inferiore alla lunghezza d'onda Compton del protone:
{\displaystyle r<{\frac {\hbar }{m_{p}c}}}
e poiché l'impulso dell'elettrone è di molto inferiore alla massa del protone in energia (mpc^2) è facile vedere che
{\displaystyle {\frac {p_{e}r}{\hbar }}\ll 1}
Ora, il modo migliore per stimare la costante d'accoppiamento debole, è confrontarla con quella elettromagnetica, e quindi si scriverà:
{\displaystyle g_{\beta }=f_{\beta }^{2}\left({\frac {\hbar }{m_{p}c}}\right)^{2}}
Poiché il numero di stati finali è:
{\displaystyle {\frac {V}{(2\pi \hbar )^{3}}}\operatorname {d} ^{3}p_{e}{\frac {V}{(2\pi \hbar )^{3}}}\operatorname {d} ^{3}p_{\nu }={\frac {V^{2}}{c(2\pi \hbar )^{6}}}p_{e}^{2}\operatorname {d} p_{e}\operatorname {d} \Omega _{e}p_{\nu }^{2}\operatorname {d} E_{f}\operatorname {\Omega } _{\nu }}
dove {\displaystyle c} è la velocità della luce e {\displaystyle \Omega _{e}} e {\displaystyle \Omega _{\nu }} sono gli angoli solidi rispettivamente di elettrone e neutrino uscenti.
Poiché la rapidità è definita dall'integrale della wfi sugli stati finali
{\displaystyle \Gamma =\int w_{fi}{\frac {V}{(2\pi \hbar )^{3}}}\operatorname {d} ^{3}p_{e}{\frac {V}{(2\pi \hbar )^{3}}}\operatorname {d} ^{3}p_{\nu }}
il numero di elettroni rilevati sarà
{\displaystyle {\frac {\operatorname {d} \Gamma }{\operatorname {d} p_{e}}}={\frac {1}{(2\pi )^{3}}}\left({\frac {f_{\beta }}{\hbar c}}\right)^{2}\left({\frac {m_{p}c^{2}}{\hbar }}\right)^{2}{\frac {p_{e}^{2}p_{\nu }^{2}}{\left(m_{p}c\right)^{5}}}\sim p_{e}^{2}\left({\sqrt {p_{emax}^{2}+m_{e}^{2}c^{2}}}-{\sqrt {p_{e}^{2}+m_{e}^{2}c^{2}}}\right)}
dove
{\displaystyle p_{\nu }=p_{e}^{2}\left({\sqrt {p_{emax}^{2}+m_{e}^{2}c^{2}}}-{\sqrt {p_{e}^{2}+m_{e}^{2}c^{2}}}\right)}
e la funzione trovata è compatibile con lo spettro sperimentale rilevato (il calcolo, però, non è perfetto in quanto si sarebbe dovuto integrare anche sull'angolo solido, ma per questo studio qualitativo si è interessati solo a stime di ordine di grandezza).
Alla fine, comunque, la rapidità di transizione sarà una costante moltiplicata per l'integrale del prodotto degli impulsi al quadrato di elettrone e protone, valutabile come una potenza 5 della massa dell'elettrone:
{\displaystyle \int \operatorname {d} p_{e}p_{e}^{2}p_{\nu }^{2}=\left(m_{e}c\right)^{5}}
ottenendo
{\displaystyle \Gamma ={\frac {1}{(2\pi )^{3}}}\left({\frac {f_{\beta }}{\hbar c}}\right)^{2}\left({\frac {m_{p}c^{2}}{\hbar }}\right)^{2}\left({\frac {m_{e}}{m_{p}}}\right)^{5}}
In questa equazione si conosce tutto, a parte {\displaystyle f_{\beta }}, la costante d'accoppiamento debole (la rapidità, infatti, è l'inverso della vita media) e sostituendo i valori di tutte le costanti si ottiene:
{\displaystyle {\frac {f_{\beta }}{\hbar c}}=10^{-7}}
che è cinque ordini di grandezza inferiore rispetto a quella elettromagnetica:
{\displaystyle {\frac {e^{2}}{\hbar c}}\cong 10^{-2}}.